# Hôtel de ville de Ségovie
L'hôtel de ville de Ségovie est l'édifice abritant la mairie (ayuntamiento) de la ville de Ségovie (Castille-et-Léon, en Espagne).

## Histoire et caractéristiques
L'hôtel de ville est située sur la Plaza Mayor de Ségovie. L'auteur du projet du bâtiment, de 1610, était l'architecte Pedro de Brizuela, qui a aussi pris part à l'édification de la cathédrale de Ségovie. Bâti vers 1610-1620, il conserve la sobriété structurale du style herrerien de la fin du XVIe siècle. Antérieurement la mairie avait eu ses dépendances dans des maisons louées.